# Gypsoplaca
Gypsoplaca är ett släkte av lavar. Gypsoplaca ingår i familjen Gypsoplacaceae, ordningen Lecanorales, klassen Lecanoromycetes, divisionen sporsäcksvampar och riket svampar.
| Gypsoplaca | \| \| Gypsoplaca macrophylla \| \| \| \| |
|            | \| \| Gypsoplaca macrophylla \| \| \| \| |
|            | Gypsoplaca macrophylla                   |
|            |                                          |

|  | Gypsoplaca macrophylla |
|  |                        |